# Långvattnet (Rätans socken, Jämtland)
Långvattnet är en sjö i Bergs kommun i Jämtland och ingår i Ljungans huvudavrinningsområde. Sjön har en area på 0,485 kvadratkilometer och ligger 438,4 meter över havet. Sjön avvattnas av vattendraget Galvattsån (Örasjöån).

## Delavrinningsområde
Långvattnet ingår i det delavrinningsområde (694165-144770) som SMHI kallar för Utloppet av Örasjön. Medelhöjden är 457 meter över havet och ytan är 12,5 kvadratkilometer. Det finns inga avrinningsområden uppströms utan avrinningsområdet är högsta punkten. Galvattsån (Örasjöån) som avvattnar avrinningsområdet har biflödesordning 2, vilket innebär att vattnet flödar genom totalt 2 vattendrag innan det når havet efter 186 kilometer. Avrinningsområdet består mestadels av skog (66 procent) och sankmarker (12 procent). Avrinningsområdet har 1,66 kvadratkilometer vattenytor vilket ger det en sjöprocent på 13,2 procent.